# Казнёв-Монто
Казнёв-Монто́ (фр. Cazeneuve-Montaut, окс. Casanava de Montaut) — коммуна во Франции, находится в регионе Юг — Пиренеи. Департамент — Верхняя Гаронна. Входит в состав кантона Ориньяк. Округ коммуны — Сен-Годенс.
Код INSEE коммуны — 31134.

## География

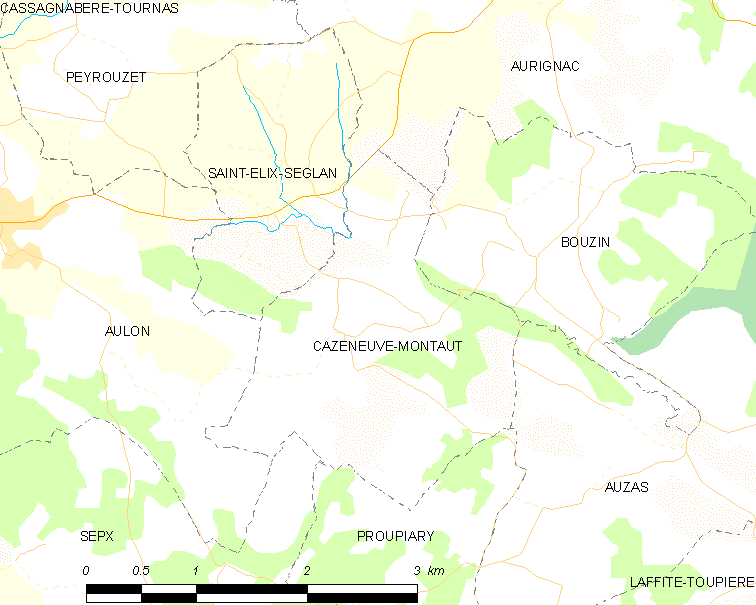
Карта коммуны

Коммуна расположена приблизительно в 650 км к югу от Парижа, в 70 км к юго-западу от Тулузы.
На севере коммуны протекает небольшая река Ну.

## Климат
Климат умеренно-океанический. Зима мягкая и снежная, весна характеризуется сильными дождями и грозами, лето сухое и жаркое, осень солнечная. Преобладают сильные юго-восточные и северо-западные ветры.

## Население
Население коммуны на 2010 год составляло 70 человек.
| 1962 | 1968 | 1975 | 1982 | 1990 | 1999 | 2010 |
| ---- | ---- | ---- | ---- | ---- | ---- | ---- |
| 97   | 71   | 56   | 54   | 58   | 54   | 70   |

## Администрация
| Период | Период | Фамилия       | Партия                  | Примечания |
| ------ | ------ | ------------- | ----------------------- | ---------- |
| 1989   | 1995   | Робер Блан    |                         |            |
| 1995   | 2001   | Жиль Подор    |                         |            |
| 2001   | 2009   | Мишель Кабе   |                         |            |
| 2009   | 2020   | Жозиан Тессер | Социалистическая партия |            |

## Экономика
В 2010 году среди 46 человек трудоспособного возраста (15—64 лет) 37 были экономически активными, 9 — неактивными (показатель активности — 80,4 %, в 1999 году было 75,8 %). Из 37 активных жителей работали 33 человека (16 мужчин и 17 женщин), безработных было 4 (1 мужчина и 3 женщины). Среди 9 неактивных 3 человека были учениками или студентами, 3 — пенсионерами, 3 были неактивными по другим причинам.